# Anna Brożek (wspinaczka sportowa)

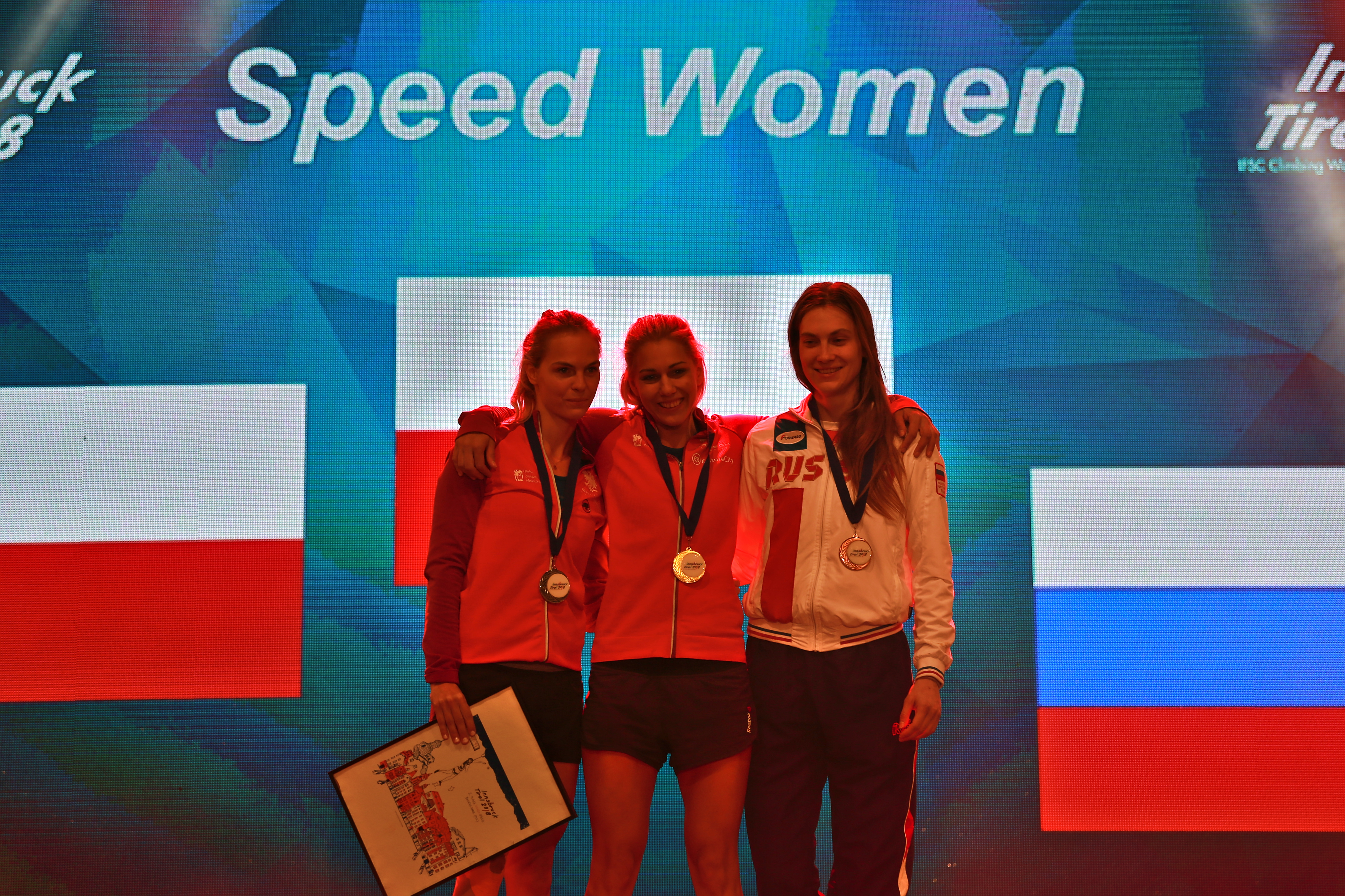
Innsbruck 2018. Podium od lewej stoją: Anna Brożek (2 m.), Aleksandra Mirosław (1), i Rosjanka Maria Krasawina (3)

Anna Brożek (ur. 22 marca 1995 w Tarnowie) – polska wspinaczka sportowa. Specjalizuje się we wspinaczce na czas (ang. speed climbing), w tej konkurencji została wicemistrzynią świata w 2018.

## Kariera sportowa
W 2016 w Szanghaju podczas 1. Akademickich mistrzostw świata zdobyła złoty medal we wspinaczce na czas, a w 2018 w Bratysławie srebrny medal.
Uczestniczyła w World Games we Wrocławiu w 2017, zajmując 7. miejsce.
W 2018 została wicemistrzynią świata w Innsbrucku we wspinaczce na czas podczas mistrzostw świata, a w klasyfikacji generalnej wspinaczki łącznej zajęła 16. miejsce.
Mistrzyni Polski we wspinaczce na czas z 2022 roku.

## Osiągnięcia

### Mistrzostwa świata
| Konkurencje       | 2016 | 2018 | 2019 | 2021 | 2023 |
| Wsp. na czas      | 10   | 2    | 11   | 8    | 23   |
| Wspinaczka łączna | –    | 16   | 45   | -    | -    |

### World Games
| Konkurencje  | 2017 |
| Wsp. na czas | 7    |

### Akademickie mistrzostwa świata
| Konkurencje  | 2016 | 2018 |
| Wsp. na czas | 1    | 3    |

### Mistrzostwa Europy
| Konkurencje       | 2015 | 2017 | 2019 | 2020 | 2022 | 2024 |
| Wsp. na czas      | 16   | 15   | 12   | 9    | 5    | 7    |
| Wspinaczka łączna | –    | –    | –    | –    | –    | –    |